# 루도빅 블라
루도빅 레지스 블라 아르센 (Ludovic Régis Arsène Blas, 1997년 12월 31일 ~ )는 프랑스의 축구 선수이며, 렌에서 미드필더로 뛰고 있다.